# Charles Plumier

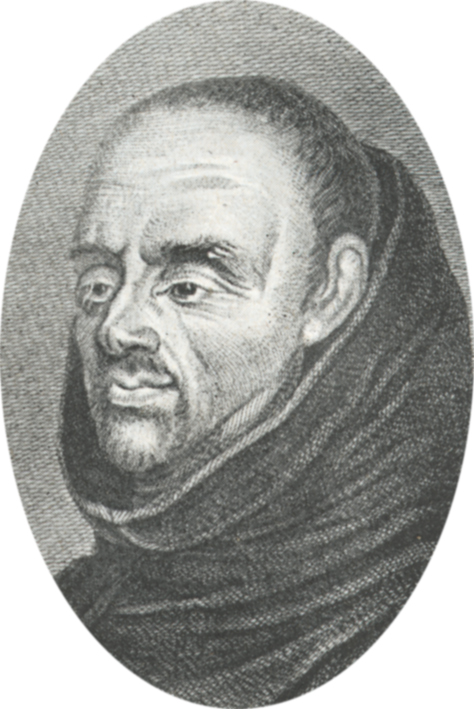
Charles Plumier.

Charles Plumier, född den 20 april 1646 i Marseille, död den 20 november 1704 i El Puerto de Santa Maria vid Cadiz, var en fransk botanist. Auktorsnamnet Plum. kan användas för Charles Plumier i samband med ett vetenskapligt namn inom botaniken; se Wikipediaartiklar som länkar till auktorsnamnet.
Plumier, som var medlem av minimerorden, var en av de ryktbaraste botaniska resandena och samlarna före Linné. Han började sin forskning under en vistelse i Italien och blev därpå Tourneforts lärjunge. Plumier företog 1689 i Surians följe en resa till Antillerna, varigenom han erhöll titeln "botaniste du roi", och besökte åter Amerika 1693 och 1695. Han är en av de verksammaste naturforskare, som levat. 
Begåvad med stor skicklighet i konst och flera yrken, efterlämnade han nära 6 000 figurer av naturföremål och en ofantlig manuskriptsamling. Utgivna verk är Description des plantes de l'Amérique (1693, med 108 tavlor), Nova plantarum americanarum genera (1703, med 40 tavlor), Traité des fougëres de l'Amérique (1705, med 172 tavlor), Plantarum americanarum fasciculi X (1755–1760, med 262 tavlor). Linné stödde många av sina arter blott på avbildningar hos Plumier.